# Szuhogy
Szuhogy község Borsod-Abaúj-Zemplén vármegyében, az Edelényi járásban.

## Fekvése

### Környező települések
Észak felől Alsótelekes (4 km), északnyugat felől Felsőtelekes (5 km), dél felől Ormosbánya (légvonalban 6, közúton 10 kilométer); a legközelebbi városok: 
kelet felől Szendrő (4 km), nyugat felől pedig Rudabánya (5 km).

### Megközelítése
Csak közúton közelíthető meg, Szendrő vagy Rudabánya felől a 2611-es, Felsőtelekes érintésével pedig a 2607-es úton.

## Természeti értékei
Szuhogy község természeti értékekben változatos. A Rudabányai-hegység és a Bódva-völgy földrajzi kistájak között helyezkedik el. A települést átszelő Szuhogy-patak, és annak völgye számtalan vízhez kötődő állatnak ad otthont, a környező rétek-mezők, kora tavasztól egészen nyár végéig biztosítanak élőhelyet  a védett és egyéb növényfajoknak is egyaránt.
A község nem képezi központi részét az Aggteleki Nemzeti Park nak, azonban annak vonzáskörzetéhez tartozik. Barlangok, s egyéb természetes képződmények nem találhatóak a község közvetlen közelében, azonban a Nagy-hegy lealacsonyodó pontján fellelhető az 1300-as évek körül épült Csorbakő vára.

## Története
Szuhogy Árpád-kori település, nevét 1229-ben említették először az oklevelek Zymhud alakban írva. A település első ismert birtokosai a Balassák és a Csákányiak ősei voltak. II. András király 1229-ben adományozta a Borsod vára 10 ekényi földjét Detricus zólyomi kormányzónak, aki a Balassák és a Csákányiak őse volt.
1317-1319-ben dézsmáját az egri püspök a káptalannak adta át, s a pápai tizedjegyzék feljegyzése szerint, 1332-1335 között a papja 5-5 garas pápai tizedet fizetett. (Lásd lejjebb kifejtve!)
Szuhogy és a Ládiak a 14. század első felében
Szuhogy települése legközelebb 1317-ben jelent meg az oklevelekben, ahol egy több évig tartó pereskedés tárgyát képezte. Ezen évben olvashatjuk, hogy az egri káptalan képviselője felszólalt Tamás az esztergomi érsek előtt, Márton egri püspök ellenében, aki élődéivel együtt több, a káptalant illető birtokot, illetve falvak tizedeit lefoglalta Ujvári, Borsod, Ung és Zemplén vármegyékben. Ebből az oklevélből értesülünk, hogy a borsodi Narad, Telekus, Ruda, Zenthiacab (Nyárád, Telekes, Rudabánya, Szentjakab) falvak mellett Zonhod, azaz Szuhogy tizedét is lefoglalta Márton püspök, ami jogosan az egri káptalané lett volna. Két évvel később 1319. április 10-én Egerben Márton püspök kijelentette, hogy a közte és a káptalan között, a Tamás érsek előtt folyt perben elismerte az említett falvak tizedeinek visszaadását, „minthogy régtől fogva hozzájuk tartozott." - indokával. A kanonokok ezért eltekintettek azoktól a költségek megfizetésétől, amelyet Tamás esztergomi érsek rótt rá Márton püspökre. Márton pedig visszavonta az „Apostoli Szentszékhez a káptalan ellenében tett fellebbezést". A pereskedés után a falu és a környező települések tizede tehát, visszakerült az egri káptalanhoz.
Ezt követően 1322-ben a tizedlajstromokban említik meg Szuhogy egyházát. Maga a falu továbbra is a Ládi család tulajdonában volt, de nem játszott lényeges szerepet, az oklevelek alig említették meg. Valószínűleg a Ládiak sem sokat tartózkodtak itt. A Ládi Csorba Miklós fia Domonkos és ennek a fiai Donch, János nevét egy 1324. január 6-i határbejárás említi legközelebb. Dominici de Laad (Ládi Domonkos) és fiai Kapuina (Tornakápolna) nevű föld birtokosai. Szuhogy 1332-ben, 34-ben és 35-ben 5 garas pápai dézsmát fizet, tudjuk meg a pápai tizedlajstromokból.  A fenti összegek alapján pedig a környék közepes jelentőségű tizedfizető falvai közé tartozhatott.
1343-ban Domonkost és két fiát birtokosként említették meg Szuhogyon. A gondolatok alátámaszthatják, hogy a család ekkor már elszegényedő félben lehetett. Azt már korábban láthattuk, hogy nem volt Domonkosnak és fiainak annyi pénze, hogy az apjuk által emelt várat fenntartsák, ami el is pusztult. Az oklevelek alapján pedig egyre szorultabb helyzetükre gondolhatunk. 1349-ben pereskedésbe kezdett Domonkos fia Donch és ugyanazon Domonkos fia János fia Jakab Verez-i Kuuer Miklós fia János, és Nomar-i Bethlen fia Simon özvegye ellen, ahol a Ládiak elvesztették a pert és a bíróság 4 márka bírság megfizetésére ítélte őket. Mivel ezt másként nem tudták már ekkor kifizetni, ezért 1349. július 6-án János borsodi főesperes és püspöki vicarius előtt az ítéletet „a Sayou fluvium-nál lévő Lad possessio átadásával akarták kielégíteni."49 Az átadás azonban nem történt meg, ugyanis Sajólád továbbra is Ládi birtok maradt, talán a per nyertesei továbbra is pénzben követelték a bírságot, vagy inkább a Ládiak ragaszkodtak annál jobban Sajóládhoz, hogy azt eladják.
Eközben változás történt a Ládi családban: Donchot a későbbi oklevelek már nem említik meg, valószínűleg meghalt, de közben a dokumentumokban megjelenik Domonkosnak egy harmadik fia, Miklós, aki ekkor válhatott nagykorúvá. A pénzszűkében lévő Ládi Domonkos és fiai ez időben nagy lépésre szánták el magukat. 1351-ben eladták szuhogyi birtokukat. Az eredeti oklevél máig ugyan nem maradt fenn, de 1383-ban Perényi Péter kérésére átírták az 1351-es okmányt. Ebből értesülünk arról, hogy az egri káptalan előtt: „... magister Dominicus filius Nicolai dicti Charba, de Laad, unacum Johanne et Nicolao pueris, filys suis, ... ex una, ..." valamint „... magistro Andrea filio Stephani fily Urbánus de Perweny parte ab altéra coram nobis personaliter constituti." Azért, hogy: „...predicti Dominicus et fily sui quamdam possessionem ipsorum hereditariam Zonhod vocatam in Comitatu Borsodiensi, inter possessiones Zendreu, Zenthmiklous, Ormos, Rudabanya et Telkus ..." minden haszonvételével és tartozékával adják örök birtoklásra András mesternek. András pedig: „... quamdam porcionem suam possessionariam, in possessione Deek vocata in comitatu Abawyuariensi existenti habitam, videlicet terciam partém ipsius possessionis Deek, ..." adja, továbbá „... ducentas marcas grossorum ..."5
A Ládiak tehát jelentős üzletet kötöttek, viszonylag tekintélyes vagyonhoz és a mondott Deek (Detek) falu harmadához jutottak szuhogyi birtokukért. A Perényiektől kapott nagy összeg Szuhogy viszonylag magas értékét is tanúsítja. A szerződésben azonban meg sem említik a csorbakői várat. Ennek ellenére a tetemes eladási összeg miatt számolnunk kell egy királyi engedéllyel bíró várral vagy várhellyel, amelyet, ha már nem is tartottak karban, királyi jogait (az építési engedélyt) mégis megőrizte.
Érdekes, hogy a mindössze 4 márka értékű Sajóladhoz még a jóval értékesebb Szuhogy eladása után is több évig ragaszkodnak. Bár korábban már megpróbálták ezt is átadni, az nem sikerült, vagy visszavásárolták, de tény, hogy könnyebben váltak meg Szuhogytól, ami talán annak a bizonyítéka is, hogy a család központja ekkor már nem ott, hanem a Sajó mellett volt.
Ezt követően egyre kevesebbet tudunk a Ládiakról, akik ismét pénzszűkébe kerültek és végül 1359. május 14-én elzálogosította Ládi Domonkos és fia Miklós a Sajó mellett fekvő Laad birtokukat Korhy-i János fia Jánosnak kiváltásig.51 Valószínűleg ez már nem sikerült nekik, visszavásárolásról nem tudunk, később pedig Sajólád már az Olnódi Zudarok kezébe került. A Ládiak bizonyára valamelyik kisebb birtokukra szorultak vissza.
A kutatáshoz felhasznált íratok:
Anjou-kori oklevéltár IV, 1996. 259. 680. oklevél. Anjou-kori oklevéltár V, 1998. 168-169. 427. oklevél. Anjou-kori oklevéltár VIII, 1993. 11-12. 6. oklevél. Györffy Gy., 1987. 749-750. MOL DL 4058. •° Zichy okmánytár IV, 1878. 256-258. 216. oklevél. (Ládi Csorba Miklós fia Domonkos mester és fiai János és Miklós egy részről valamint más részről Perényi Orbán fia István fia András mester személyesen megjelent, azért, hogy az előbb mondott Domonkos és fiai azon Szuhogynak nevezett birtokukat, amely Szendrő, Szentmiklós, Ormos, Rudabánya és Telekes birtokok között fekszik, minden haszonvételével és tartozékával adják örök birtoklásra András mesternek. András pedig: az Abaúj vármegyei Deek faluban lévő részét, vagyis e falu harmadrészét adja, továbbá 200 márkányi garast.)
Forrás:
- A Herman Ottó Múzeum Évkönyve 42. (2003)
- Szörényi Gábor András: A csorbakői vár története 1648-ig

## Közélete

### Polgármesterei
- 1990–1994: Oláh József (SZDSZ)[6]
- 1994–1998: Oláh József (MSZP)[7]
- 1998–2002: Oláh József (független)[8]
- 2002–2006: Fóris Sándor (független)[9]
- 2006–2010: Fóris Sándor (független)[10]
- 2010–2014: Fóris Sándor (független)[11]
- 2014–2019: Hermánné Dienes Piroska (független)[12]
- 2019–2024: Hermánné Dienes Piroska (független)[13]
- 2024– : Hermánné Dienes Piroska (független)[1]

## Népesség
A település népességének változása:
| Lakosok száma | 1181 | 1192 | 1151 | 1065 | 1030 | 1014 | 1005 |
|               | 2013 | 2014 | 2015 | 2021 | 2022 | 2023 | 2024 |

A 2001-es népszámlálás adatai szerint a településnek csak magyar lakossága van.
A 2011-es népszámlálás során a lakosok 87,1%-a magyarnak, 9,5% cigánynak, 0,2% lengyelnek, 0,4% németnek mondta magát (12,9% nem nyilatkozott; a kettős identitások miatt a végösszeg nagyobb lehet 100%-nál). A vallási megoszlás a következő volt: római katolikus 43,4%, református 30,9%, görögkatolikus 1,3%, felekezeten kívüli 6,1% (17,9% nem válaszolt).
2022-ben a lakosság 92,3%-a vallotta magát magyarnak, 13,4% cigánynak, 1,1% németnek, 0,3% szlováknak, 0,1% lengyelnek, 1,4% egyéb, nem hazai nemzetiségűnek (7,5% nem nyilatkozott; a kettős identitások miatt a végösszeg nagyobb lehet 100%-nál). Vallásuk szerint 45% volt római katolikus, 27,2% református, 1,8% görög katolikus, 0,4% egyéb keresztény, 4,8% felekezeten kívüli (20,4% nem válaszolt).

## Nevezetességei
Csorbakő vára

## Híres emberek
- Szuhogyi birtokán hunyt el Somogyi László (Miskolc, 1815. augusztus 16. – Szuhogy, 1890. március 15.) királyi törvényszéki elnök, ügyvéd, költő, alispán, országgyűlési képviselő.
- Itt született és töltötte gyermekkorát Takács József (Szuhogy, 1911. június 14. – Budapest, 1982. január 17.) katolikus pap, teológus, egyetemi tanár.
- Martinkó András (Szuhogy, 1912. szeptember 22. – Budapest, 1989. január 31.) irodalomtörténész, nyelvész, címzetes egyetemi tanár, az irodalomtudományok kandidátusa és posztumusz doktora a település szülötte. A helyi általános iskola az ő nevét viseli.
- A településen született (Szuhogy, 1899. augusztus 14.) Fazekas Margit, akit gyermekként az 1913. szeptember 1-én Kearsarge (USA) városában induló bányászsztrájk során fejlövés ért, s ennek következtében az összecsapások emblematikus alakja lett.[17]